# Jean Haag
Jean Haag   (Suïssa, segle XIX - segle XX) fou un futbolista suís, que jugava de centrecampista, que va competir durant la dècada de 1920.
El 1924 va prendre part en els Jocs Olímpics de París, on guanyà la medalla de plata en la competició de futbol, tot i que no jugà cap partit.
Pel que fa a clubs, defensà els colors del Grasshopper (1921-1929), amb qui guanyà la lliga suïssa de 1927 i 1928 i la copa de 1926 i 1927. Amb la selecció nacional, entre 1922 i 1927, jugà 7 partits, en què no marcà cap gol.